# Los Perros
Los Perros, también conocidos como Los Perros Calientes, fue una banda de rock argentina, surgida en Buenos Aires en 1984. Fue fundada y liderada por el músico uruguayo Gabriel Carámbula.

## Historia
La agrupación surgió luego de que Carámbula abandonó la banda Los Ratones Paranoicos, debido a diferencias con el líder de la misma, Juanse. Originalmente bautizada Los Perros Calientes, se formó como la banda de acompañamiento de la cantante Fabiana Cantilo en la presentación en vivo de su primer álbum, Detectives (1985). 
Fue su banda estable para grabar el segundo disco, Fabiana Cantilo y los Perros Calientes (1988). 
Esto les sirvió para comenzar un camino propio, con su primer disco homónimo editado en 1989 que contó con la producción de Rinaldo Rafanelli. La trágica muerte de uno de sus miembros los llevó a estar dos años alejados, para luego grabar su segundo disco titulado Cuando cae la noche (1991), que tuvo dispar repercusión. Paralelamente, Carámbula, guitarrista, cantante y principal compositor del grupo, también forma parte de la banda soporte de Fito Páez.
El tercer disco, Perfume y dolor publicado en 1992, significó el debut de una nueva formación: Gabriel Carámbula (guitarra y voz), Gardi Pais (guitarra), Charly Campos (bajo) y Ricky González (batería). Andrés Calamaro tocó como músico invitado. De las doce canciones que conformaron el álbum, se destacan un cover del tema "El Viejo" de Pappo's Blues y una versión en castellano de "Under the Boardwalk" del grupo The Drifters, llamada "Bajo la Rambla". El resto son composiciones propias que transitan el beat y el rythm and blues.
Fueron la banda telonera de Fito Páez durante su Rueda Mágica Tour '93 recorriendo todo el país, presentando el disco de Páez, El amor después del amor. Allí tuvieron la oportunidad de presentarse ante 80.000 personas en el estadio de Vélez Sarsfield. En 1993, ya como número principal, llenaron el estadio Obras Sanitarias, siendo también ese año, teloneros de Guns N' Roses. 
En 1995, Carámbula decidió disolver el grupo por discrepancias entre sus miembros y comienza una carrera solista.

## Formación
- Gabriel Carámbula
- Gardi Pais
- Juan José
- Nestor Fiorini

## Discografía
- Los Perros Calientes (1989)
- Cuando cae la noche (1991)
- Perfume y dolor (1992)
- 4 (1994)